# Kusma Terentijew
Kusma Terentijew (kirgisisch Кузма Терентйев; * 20. Februar 1996) ist ein kirgisischer Eishockeyspieler und -trainer, der seit 2017 bei Ala-Too Dordoi in der kirgisischen Eishockeyliga spielt.

## Karriere
Kusma Terentijew begann seine Karriere bei Ala-Too Dordoi aus der Stadt Naryn in der kirgisischen Eishockeyliga, wo er bis heute spielt. 2020 wurde er mit Dordoi Kirgisischer Meister.

### International
Für die kirgisische Nationalmannschaft nahm Terentijew an der Qualifikation zur Weltmeisterschaft der Division III 2019, der Weltmeisterschaft der Division IV 2022 und an den Weltmeisterschaften der Division III 2023 und 2024 teil. Dabei gelang sowohl 2022 als auch 2023 der Aufstieg in die jeweils höhere Leistungsstufe. Zudem vertrat er seine Farben bei der Olympiaqualifikation für die Winterspiele in Peking 2022.

### Trainerkarriere
Bereits während seiner aktiven Laufbahn ist Terentijew auch als Trainer tätig. Bei den U20-Weltmeisterschaften 2022, 2023 und 2024 war er jeweils Chefcoach der kirgisischen Juniorenauswahl in der Division III.

## Erfolge und Auszeichnungen
- 2020 Kirgisischer Meister mit Ala-Too Dordoi
- 2022 Aufstieg in die Division III, Gruppe B, bei der Weltmeisterschaft der Division IV
- 2023 Aufstieg in die Division III, Gruppe A, bei der Weltmeisterschaft der Division III, Gruppe B